# Expéditions polaires françaises
Pour les articles homonymes, voir EPF.
Les Expéditions polaires françaises (abrégées en E.P.F., Expolaires ou encore Expés) ont organisé les expéditions de recherche scientifique en Arctique et Antarctique de 1947 à 1992. Cette structure a été créée par l'explorateur et ethnologue français Paul-Émile Victor avec quatre autres cofondateurs.
L'Institut polaire français Paul-Émile-Victor poursuit de nos jours les missions des E.P.F.

## Histoire institutionnelle
En 1946, Paul-Émile Victor convainc le gouvernement français d'organiser des expéditions scientifiques au Groenland (Arctique) et en terre Adélie (Antarctique). Les « Expéditions polaires françaises – Missions Paul-Émile Victor » sont créées officiellement en conseil des ministres le 28 février 1947. Le comité fondateur est composé de Robert Gessain, Raymond Latarjet, André-Frank Liotard, Michel Pérez et Paul-Émile Victor.
Les cinq cofondateurs sont de vieilles connaissances. Pérez, un géologue suisse, est un ami d'enfance de Victor. Avec le docteur Gessain, anthropologue, il l'a accompagné par deux fois au Groenland : en 1934-1935, pour un hivernage à Ammassalik, et en 1936 pour une traversée en traîneaux à chiens d'Akugdlit (côte ouest) à Base Fjord (côte est). Pour sa part, Latarjet a accompagné Victor en Laponie finlandaise en 1939. Liotard avait rencontré Victor en Turquie et aux États-Unis pendant la Seconde guerre mondiale ; son carnet d'adresses fourni se révèle particulièrement précieux.
Victor assure la direction des E.P.F. jusqu'en 1976. Le 13 janvier 1992, celles-ci fusionnent avec la mission de recherche des Terres australes et antarctiques françaises pour former l'Institut français pour la recherche et la technologie polaires (I.F.R.T.P.). Cet organisme deviendra l'Institut polaire français Paul-Émile-Victor (IPEV) en 2002.

## Calendrier des Expéditions polaires françaises de 1947 à 1955

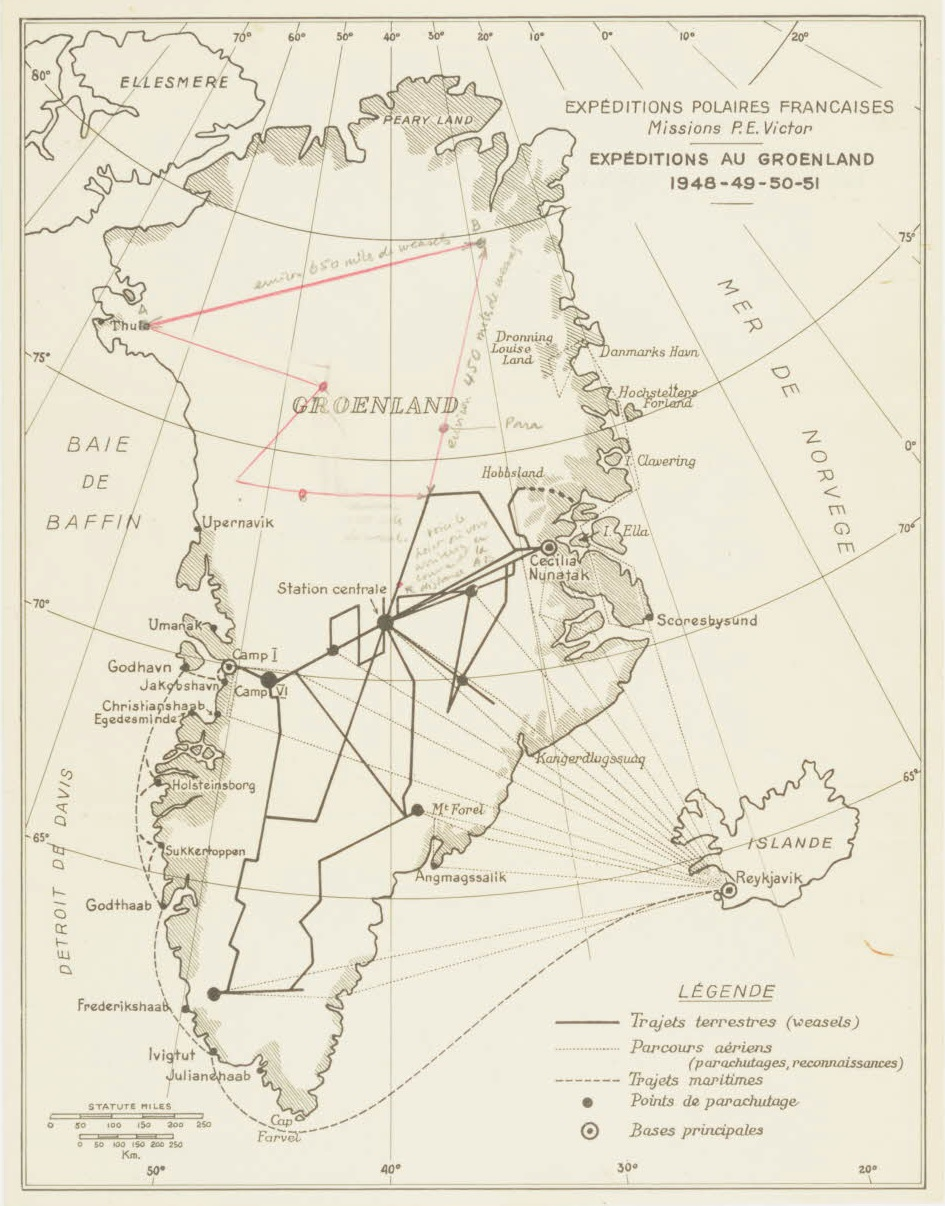
Carte des expéditions polaires françaises au Groenland de 1948 à 1951. Archives nationales.

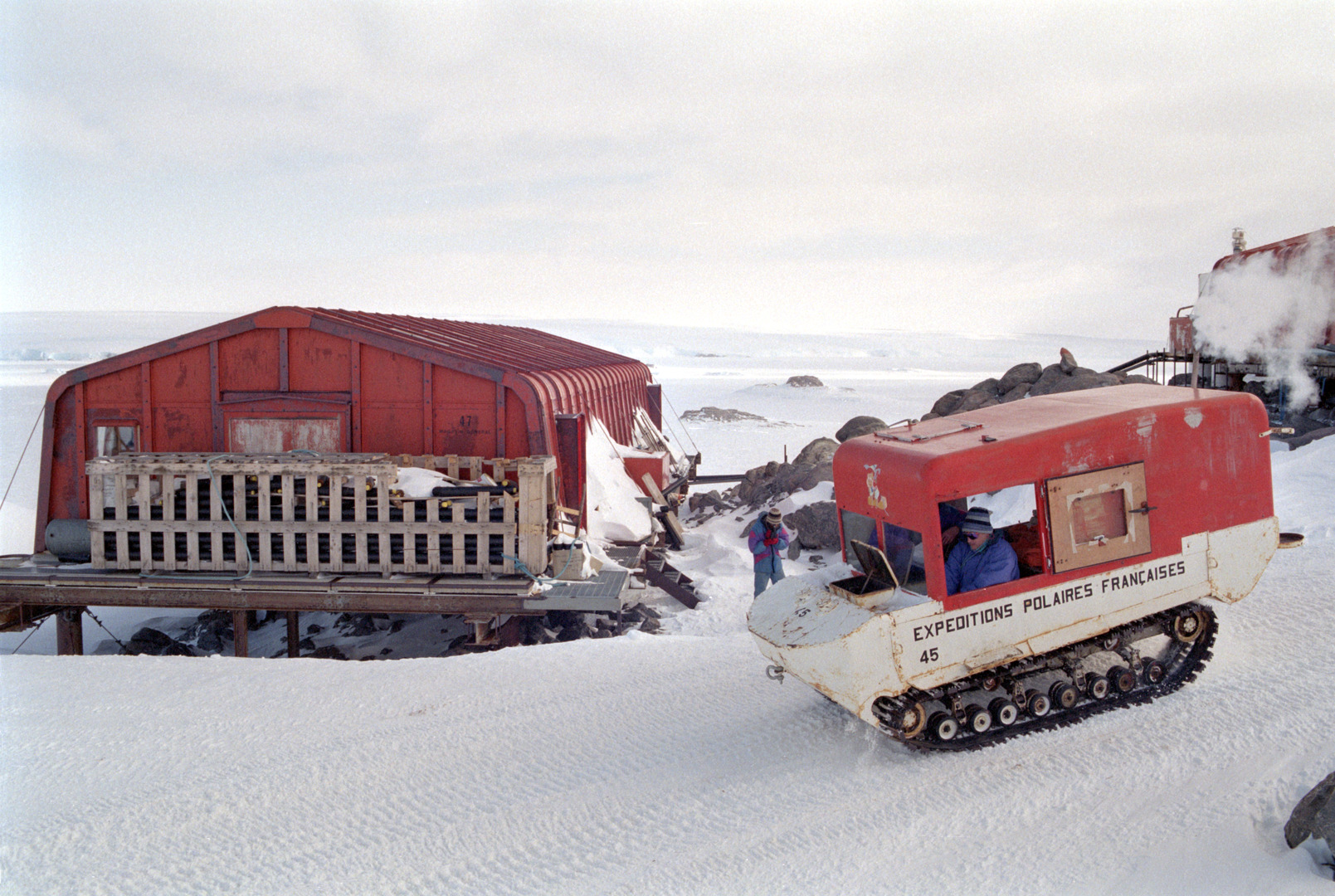
Un des M29 Weasel utilisé lors des expéditions polaires à la base antarctique Dumont-d'Urville en 1993.

### 1947
| Arctique                                                                                          | Antarctique |
| ------------------------------------------------------------------------------------------------- | --- |
| 1er octobre : début de l'organisation matérielle des expéditions au Groenland et en terre Adélie. | |
|                                                                                                   | 19 novembre : après la fondation des Australian National Antarctic Research Expeditions quelques mois plus tôt, départ d'Yves Vallette pour participer comme observateur à l'expédition australienne à l'île Macquarie. |

### 1948
| Arctique | Antarctique |
| --- | --- |
| | 12 janvier : départ d'André-Frank Liotard pour participer comme observateur à une expédition antarctique britannique en terre de Graham.                                                |
| | 28 février : achat de l'ex-mouilleur de filets anti-sous-marins de l'U.S. Navy USS Lancewood à San Francisco.                                                                           |
| | 9 mars : départ de l'équipage formé et pris en charge par les E.P.F. |
| | 5 avril : retour d'André-Frank Liotard de la terre de Graham. |
| | 20 avril : le navire est baptisé Commandant Charcot (décision du sous-secrétaire d'État à la marine marchande).                                                                         |
| | 26 avril : retour d’Yves Vallette de l’île Macquarie. |
| 14 mai : départ de Rouen des membres et du matériel de la campagne préparatoire au Groenland, à bord du Force. | 29 mai : arrivée du Commandant Charcot à Saint-Malo et entrée aux chantiers Mougin Baslé pour subir les transformations exigées par son utilisation en tant que navire polaire.         |
| | 13 septembre : prise en charge du navire par la Marine nationale. Le Commandant Charcot tombe en panne de moteurs peu après son départ de Saint-Malo, et il est remorqué jusqu’à Brest. |
| 13 octobre : retour des membres de la campagne préparatoire au Groenland à bord du Brandall. Cette première campagne d'été a permis d'établir le site logistique de Port Victor, et d'installer plusieurs camps pour progresser vers le centre de l'inlandsis. | |
| | 26 novembre : départ de Brest des membres et du matériel de la « campagne préparatoire devant la terre Adélie » (deuxième expédition, dite TA 2) à bord du Commandant Charcot.          |

### 1949
| Arctique | Antarctique |
| --- | --- |
| 13 avril : départ de Rouen des membres et du matériel de la campagne d'été 1949 et du premier hivernage 1949-1950 au Groenland, à bord du Fjellberg. | |
| | 11 juin : retour à Brest des membres de la campagne préparatoire TA 2 devant la terre Adélie.                               |
| | 20 septembre : départ de Brest des membres de la troisième expédition en terre Adélie (TA 3), à bord du Commandant Charcot. |
| Retour à Paris des membres de la campagne d'été au Groenland, à bord du Président Houduce du Groenland à Terre-Neuve, et par un avion B-24 de Terre-Neuve en France. Cette deuxième campagne d'été au Groenland a permis d'acheminer au centre de l'inlandsis, par chenillettes Weasel, une importante équipe qui, avec du matériel largué par avion, a pu bâtir dans la glace une station d'hivernage souterraine. L'hivernage 1949-1950 au Groenland est le premier d'une équipe de huit membres des E.P.F. Le seul précédent est l'expérience allemande de l'hiver 1930-1931, qui s'est terminée tragiquement. | |

### 1950
| Arctique | Antarctique |
| --- | --- |
| 13 avril : départ de Rouen des membres et du matériel de la campagne d'été 1950 et du deuxième hivernage 1950-1951 au Groenland, à bord du Hillvaag. À la suite d'une avarie (hélice brisée dans la glace), le Hillvaag est remplacé par le Force. | |
| 11 août : retour en France des membres du premier hivernage au Groenland (1949-1950), à bord d'un avion islandais. | |
| 24 octobre : retour à Rouen des membres de la campagne d'été 1950 au Groenland, à bord du Polar Björn. | 3 octobre : départ des membres et du matériel de la quatrième expédition en terre Adélie (TA 4), à bord du Commandant Charcot. |

### 1951
| Arctique | Antarctique |
| --- | --- |
| 15 février : départ de Stéphane Sanvelian pour une campagne de sondages sismiques sur le Vatnajökull (Islande).                          | |
| 7 mars : départ de Paris d'Alain Joset, à destination de l'Islande.                                                                      | 25 mars : retour à Marseille d'une partie des membres de la troisième expédition en terre Adélie (TA 3), par le Commandant Charcot jusqu'en Australie, puis par le Mékong jusqu'à Marseille. |
| 25 avril : départ de Rouen des membres et du matériel de la campagne d'été 1951 au Groenland, à bord du Skalla Björn.                    | |
| | 1er juin : retour à Brest des autres membres de la troisième expédition en terre Adélie (TA 3), à bord du Commandant Charcot.                                                                |
| 13 octobre : retour à Rouen des membres du deuxième hivernage 1950-1951 et de la campagne d'été 1951 au Groenland, à bord du Polar Star. | 11 octobre : départ de Rouen des membres de la cinquième expédition en terre Adélie (TA 5), à bord du Tottan.                                                                                |

### 1952
| Arctique | Antarctique |
| --- | --- |
| | 9 février : retour à Paris des membres de la quatrième expédition en terre Adélie (TA 4) et des membres de TA 5 n'ayant pu hiverner à Port-Martin à la suite de la destruction de la base par un incendie, à bord du Tottan jusqu'en Australie, puis par avion. |
| 24 avril : départ de Paris pour Copenhague des membres de la campagne d'été 1952 au Groenland.                            | |
| 26 juillet : départ de Paris pour la côte N.-E. du Groenland du gravimétriste Jean Martin.                                | |
| 4 août : retour à Paris des membres de la campagne d'été 1952 au Groenland.                                               | |
| 9 août : retour à Paris de Jean Martin, après qu'il eut établi une liaison gravimétrique avec la côte ouest du Groenland. | |
| 15 août : arrivée à Paris du matériel ramené du Groenland.                                                                | |
| | 17 octobre : départ de Rouen du Tottan pour le rapatriement des sept membres de la cinquième expédition en terre Adélie (TA 5) qui avaient décidé d'hiverner à la base de Pointe-Géologie.                                                                      |

### 1953
| Arctique                                                                                     | Antarctique |
| -------------------------------------------------------------------------------------------- | --- |
|                                                                                              | 13 février : retour à Paris d'une partie des sept membres de la cinquième expédition en terre Adélie (TA 5), par le Tottan jusqu'en Australie, puis par avion. |
|                                                                                              | 3 avril : retour à Marseille des autres membres de cette expédition et du matériel, à bord du Mékong.                                                          |
| 18 mai : départ de Paris pour Copenhague des membres de la campagne d'été au Groenland 1953. | |
| 30 septembre : retour à Paris des membres de la campagne d'été au Groenland 1953.            | |
|                                                                                              | 2 décembre : départ de Georges Schwartz pour participer à l'expédition antarctique australienne en terre de Mac. Robertson.                                    |

### 1954
| Arctique | Antarctique |
| --- | ----------- |
| Dépouillement, rédaction et publication des résultats. Participation à des réunions et congrès scientifiques internationaux. |             |

### 1955
| Arctique                                                                                           | Antarctique |
| -------------------------------------------------------------------------------------------------- | --- |
| 13 mai : départ de Jean Martin pour une campagne de sondages sismiques sur des glaciers d'Islande. | |
| 2 juillet : retour à Paris de Jean Martin par avion depuis l'Islande.                              | 20 juillet : retour à Paris de Georges Schwartz, après son hivernage en terre de Mac. Robertson avec l'expédition antarctique australienne. |

## Postérité
Les Expéditions polaires françaises ont fait l'objet de plusieurs timbres émis par les postes françaises :
- no 829 : 15 F bleu-noir (1949).
- no 1574 : 0,40 F bleu-vert et brun-rouge (1968) — Vingt ans d'activité.

ou émis par l'administration postale des Terres australes et antarctiques françaises :
- no 31 : 25 F turquoise et rouge (1968) — Vingt ans d'activité.
- no 73 : 1,90 F outremer, rouge et ocre. (1977) — 30e anniversaire des Expéditions polaires françaises.
- no 102 : 20 F poste aérienne (1987) — 40e anniversaire des Expéditions polaires françaises.
- no 223 à 225 : triptyque de trois timbres de 1 F (1997) — 50e anniversaire des Expéditions polaires françaises.
- no 259 et 260 : deux timbres de 4 € et de 0,54 € séparés par une vignette (2007) — 60e anniversaire des Expéditions polaires françaises.

L'Association amicale des Expéditions polaires françaises (A.A.E.P.F.) a perpétué pendant plusieurs décennies le souvenir de ces expéditions et de ses initiateurs. Elle a fusionné en 2012 pour former, avec l'Amicale des missions australes et polaires françaises (AMAPOF) — une amicale portant le même nom que la seconde, mais au sigle rappelant la première : AMAEPF.

#### Arctique
- André de Cayeux, Terre arctique, Paris, Arthaud, 1949, 228 p.
- Georges de Caunes, Imarra : Aventures groenlandaises, Paris, Hoëbeke, 1998, 288 p. (ISBN 978-2-8423-0058-6)
- Jean-Jacques Languepin, Marcel Ichac, Jacques Masson et Paul-Émile Victor, Groenland 1948-1949, Paris, Arthaud, 1951, 48 p.
- Michel Bouché (préf. Paul-Émile Victor), Groenland station centrale, Paris, Grasset, 1952, 263 p.
- Robert Pommier, Au-delà de Thulé sur la route des glaces, Paris, Amiot-Dumont, 1953, 198 p. (présentation en ligne)

#### Antarctique
- Pierre Dubard et Luc-Marie Bayle, Le Charcot et la Terre Adélie, Paris, Éditions France Empire, 1951, 299 p.
- André-Frank Liotard et Robert Pommier (préf. Paul-Émile Victor), Terre Adélie 1949-1952, Paris, Arthaud, 1952, 48 p.
- Luc-Marie Bayle, Le Voyage de la Nouvelle Incomprise, Ozanne, 1953, 271 p.
- Yves Vallette, Ceux de Port-Martin. Pionniers de Terre Adélie, Chatou, Y. Vallette, 1993, 255 p. (ISBN 2-9508-0840-9)
- Madeleine Liotard, Yves Vallette, Pierre Couesnon et Serge Kahn, Journal d'A.-F. Liotard, chef d’expédition Terre Adélie 1950, M. Liotard, 2004, 276 p. (ISBN 2-9513-7411-9)
- Michel Barré, Blizzard. Terre Adélie 1951, Rennes, Éditions Ouest-France, 1994 (1re éd. 1953, Paris, Julliard), 250 p. (Livre I) et 287 p. (Livre II) (ISBN 978-2-7373-1657-9, lire en ligne)
- François Tabuteau, Yaka de terre Adélie, Paris, Julliard, coll. « La Croix du Sud », 1955, 252 p.
- Mario Marret (préf. Paul-Émile Victor), Sept hommes chez les pingouins, La Tour-d'Aigues, Éditions de l'Aube, coll. « La Croix du Sud », 1996 (1re éd. 1954, Paris, Éditions Julliard), 251 p. (ISBN 978-2-8767-8318-8, lire en ligne)
- Jean et Caroline Rivolier, Boss, chien polaire, La Tour-d'Aigues, Éditions de l'Aube, coll. « Regards croisés », 1997 (1re éd. 1955, Paris, Gallimard), 146 p. (ISBN 978-2-87678-348-5, lire en ligne)
- Jean Rivolier, Des manchots et des hommes, Paris, Arthaud, coll. « Clefs de l'aventure, clefs du savoir » (no 63), 1964, 185 p.
- René Merle (préf. Paul-Émile Victor), Hier en terre Adélie, Paris, Le Hameau, 1975, 216 p.
- Claude Lorius (préf. Paul-Émile Victor), Antarctique, désert de glace, s. l., Hachette, coll. « Réalités : les quatre éléments », 1981, 158 p. (ISBN 978-2-01-007309-0).

#### Arctique et Antarctique
- Expéditions polaires françaises, Terre Adélie Groenland 1947-1955, Paris, Arthaud, 1956, 151 p.
- Bertrand Imbert et Claude Lorius, Le Grand Défi des pôles, Paris, Gallimard, coll. « Découverte Gallimard », 2006 (1re éd. 1987), 159 p. (ISBN 978-2-07-076332-0)
- Djamel Tahi, Georges Gadioux et Jean-Pierre Jacquin, La Grande Odyssée : une histoire des Expéditions polaires françaises, Paris, Paulsen, 2019, 238 p. (ISBN 978-2-3750-2076-0)
- Dominique Le Brun (préf. Jean-Louis Étienne), Les Pôles : une aventure française, Paris, Tallandier, 2020, 336 p. (ISBN 979-10-210-3793-9)

### Filmographie

#### Arctique
- [vidéo][long métrage couleur] « Groenland : vingt mille lieues sur les glaces », Marcel Ichac et Jean-Jacques Languepin (réalisateurs) ; Marcel Ichac Films (producteur), 1952, 70 min.
- [vidéo] « Arctique », Pierre-François Degeorges (réalisateur) ; ARAV Images et Expéditions polaires françaises (producteurs), 1997, 49 min, Canal-U (consulté le 12 mai 2023)

#### Antarctique
- [vidéo][moyen métrage 16 <abbr class="abbr" title="millimètre">mm</abbr> couleur] « Continent blanc », Jacques Masson (réalisateur) ; C.N.R.S., Expéditions polaires françaises et Cinémathèque de Bretagne (producteurs), 1959, 47 min, C.N.R.S (consulté le 12 mai 2023)
- [vidéo][moyen métrage 16 <abbr class="abbr" title="millimètre">mm</abbr> couleur] « Terre Adélie », Jacques Ertaud (réalisateur) ; Société française de production (producteur), 1976, INA Extrait 1 (3 min 22) : Paul-Émile Victor, à propos de l’expédition de Dumont d'Urville Extrait 2 (2 min 07) : Paul-Émile Victor, sur la fonte des glaciers en terre Adélie
- [vidéo] « Le Paradoxe des empereurs », Thierry Thomas (réalisateur) ; Pierre Jouventin (intervenant) ; Cerimes, C.N.R.S. et TAAF (producteurs), 1987, 25 min, Canal-U (consulté le 12 mai 2023)
- [vidéo] « Antarctique », Pierre-François Degeorges (réalisateur) ; ARAV Images et Expéditions polaires françaises (producteurs), 1997, 51 min, Canal-U (consulté le 12 mai 2023)
- [vidéo][images animées] « Quatre Saisons en Antarctique », Thierry Thomas (réalisation et commentaires) ; Claude Faure et Pierre Jouventin (commentaires) ; Michel Prezman et Christopher Hayward (composition musicale), 1998, Service du film de recherche scientifique
- [vidéo] « Journal d'un hivernant », Jean-Michel Corillion (réalisation) ; Jonathan Zaccaria et Jean-Michel Corillion (écriture) ; Kwanza (production), 2007, 52 min, Kwanza
- L'ensemble des films des Expéditions polaires françaises, conservés par la Cinémathèque de Bretagne[6]